# Atolówka biała
Atolówka biała, rybitwa biała (Gygis alba) – gatunek średniej wielkości ptaka z podrodziny atolówek (Gyginae) w obrębie rodziny mewowatych (Laridae). Występuje w strefie tropikalnej południowego Atlantyku.

## Systematyka
W starszym ujęciu systematycznym wyróżniano cztery podgatunki Gygis alba:
- G. alba alba) – wyspy strefy tropikalnej południowego Atlantyku;
- G. alba candida) – Seszele i Maskareny przez Ocean Indyjski po środkowy Pacyfik;
- G. alba microrhyncha – wyspy Feniks, Line Islands i Markizy;
- G. alba leucopes – Pitcairn.

W takim ujęciu systematycznym Gygis alba był jedynym przedstawicielem rodzaju Gygis. W 2020 roku H. Douglas Pratt zaproponował uznanie taksonów candida i microrhyncha za osobne gatunki: Gygis candida (atolówka śnieżna) i Gygis microrhyncha (atolówka tropikalna). Pratt nie wypowiedział się w sprawie taksonu leucopes, ale jest on obecnie uznawany za podgatunek G. candida. Podział gatunku został w 2025 roku zaakceptowany przez South American Classification Committee (SACC) i autorów Kompletnej listy ptaków świata, ale Międzynarodowy Komitet Ornitologiczny (IOC) zmiany tej jeszcze nie wdrożył.
Po podziale taksonomicznym G. alba stał się gatunkiem monotypowym.

### Etymologia
- Gygis: gr. γυγης gugēs – mityczny ptak morski wspomniany przez Dionizjosa[11].
- alba: łac. albus – biały, zupełnie biały[12].

## Rozmieszczenie geograficzne
Atolówka biała odbywa lęgi na czterech wyspach bądź grupach wysp w południowej części Atlantyku: na Fernando de Noronha, Trindade, Wyspie Wniebowstąpienia i Wyspie Świętej Heleny.

## Charakterystyka
Atolówka jest średniej wielkości ptakiem o białym upierzeniu, czarnym dziobie i oczach. Długość ciała 25–31 cm, masa ciała 92–139 g.

## Ekologia i zachowanie
Gniazduje na wyspach – na drzewach, krzewach, a także na skałach i budowlach wzniesionych przez człowieka. W zniesieniu jedno jajo. Często składane jest na gołej gałęzi w niewielkim zagłębieniu, a nawet na liściu palmy czy bananowca. Wysiadują je oboje rodzice przez 28–36 dni, a po wykluciu oboje również opiekują się pisklęciem. Młode jest opierzone w wieku 60–75 dni, przez pewien czas nadal pozostaje jednak z rodzicami, którzy je karmią i uczą jak chwytać ofiary.
Żywi się głównie małymi rybami, rzadziej kałamarnicami i skorupiakami.

## Status
Międzynarodowa Unia Ochrony Przyrody (IUCN) uznaje atolówkę białą za gatunek najmniejszej troski (LC – Least Concern). Liczebność światowej populacji w 2022 roku zgrubnie szacowano na 25 000 – 49 999 dorosłych osobników. Globalny trend liczebności populacji uznawany jest za prawdopodobnie stabilny ze względu na brak istotnych zagrożeń dla gatunku.